# Nostolepis
Nostolepis é um gênero extinto de peixe acanthodii que viveu no Siluriano tardio (Pridoli) até o Devoniano. Membros deste gênero incluem o  Nostolepis gracilis e Nostolepis striata.